# Nedytisis obrioides
Nedytisis obrioides är en skalbaggsart som beskrevs av Francis Polkinghorne Pascoe 1866. Nedytisis obrioides ingår i släktet Nedytisis och familjen långhorningar. Inga underarter finns listade i Catalogue of Life.